# Julián Ramos
Julián Omar Ramos Suárez (ur. 26 stycznia 1988 w Santa Cruz de Tenerife) – hiszpański piłkarz występujący na pozycji pomocnika w CD Leganés.